# دين دينغكام
دين دينغكام (بالإنجليزية: Dean Dingman)‏ هو لاعب كرة قدم أمريكية أمريكي، ولد في 27 سبتمبر 1968 في إيست تروي في الولايات المتحدة.